# 又一居

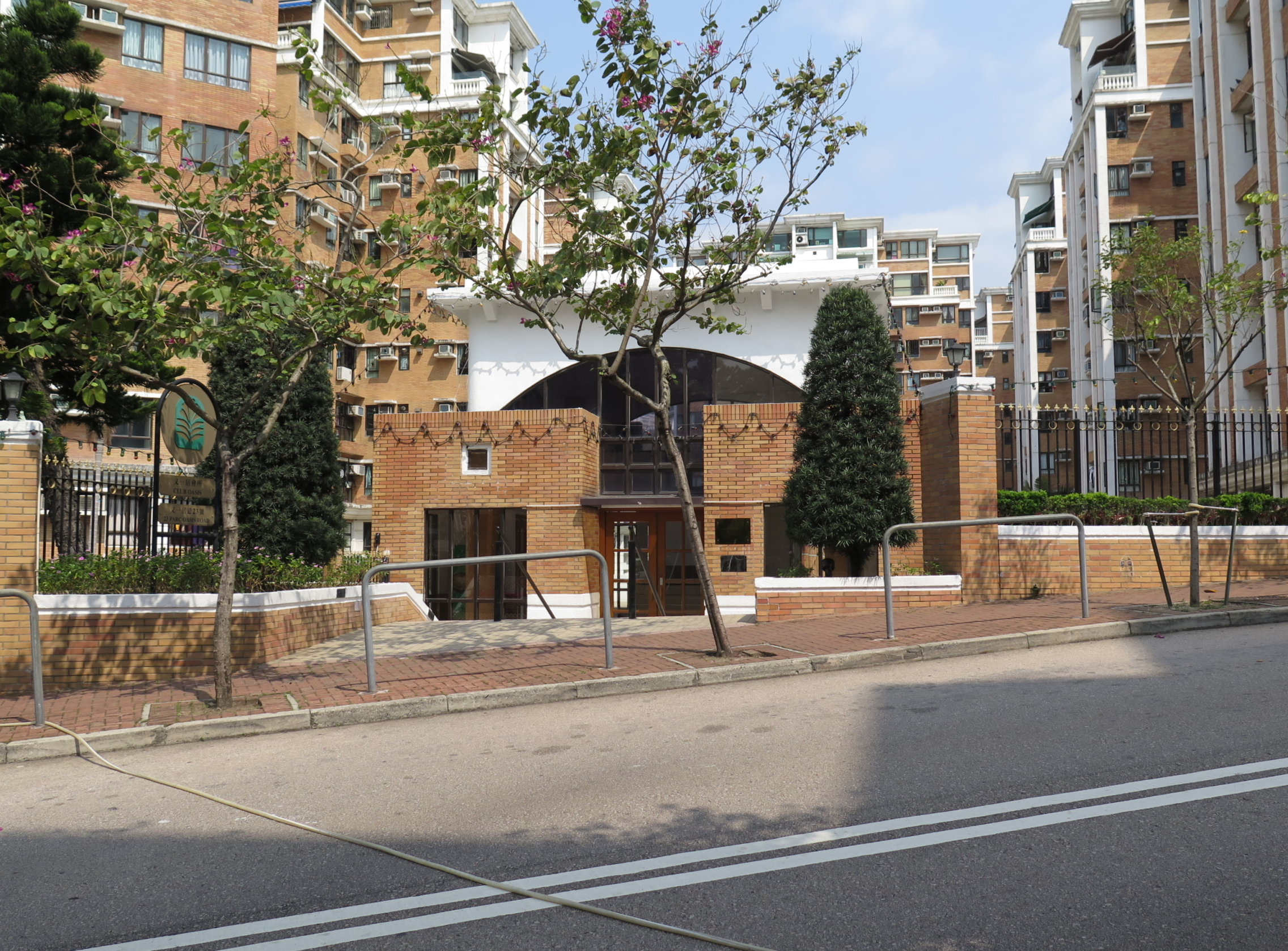
又一居一期會所入口

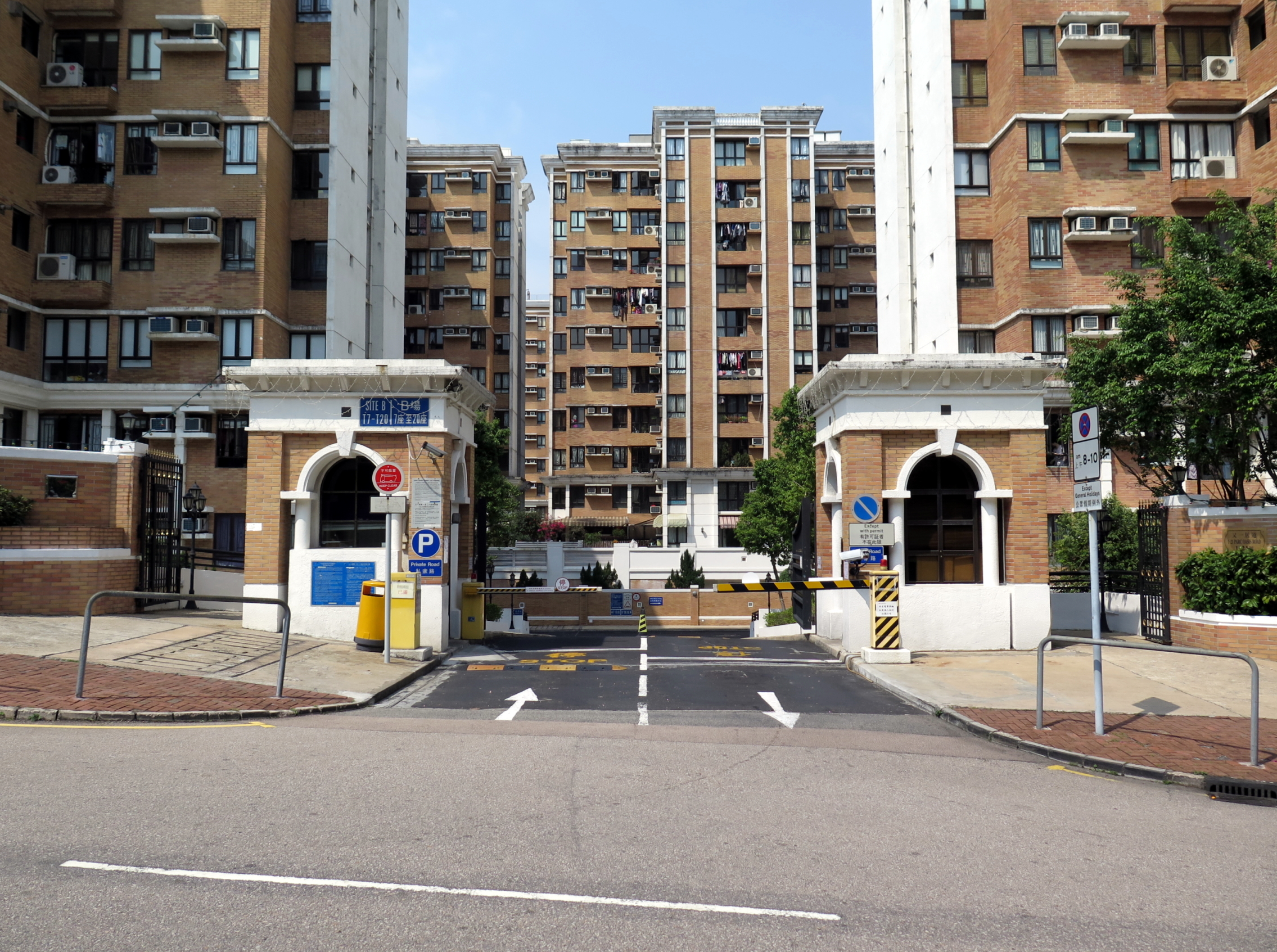
又一居第7-20座車道入口

又一居（英語：Parc Oasis）是一個座落在香港九龍深水埗區九龍塘又一村的私人屋苑，由會德豐發展及銷售所有座數，信和置業只參與21-23及25座的發展，建築師為王董建築師事務有限公司，總承建商為大有建築，管理公司為康業服務。又一居總共由32座物業組成，在1993年至1995年分期落成。又一居共分3期發展，第1期包括第1-20座；第2期包括第21-23及25座；第3期包括第26-33座。又一居的前身是九龍仔（今日被視為九龍塘）朱牯仔村木屋區的一部份，於1986年1月27日發生四級大火後夷為平地。
屋苑在九龍城啟德機場關閉以後，環境更加寧靜。鄰近九龍塘交通中心，港鐵、巴士、小巴和的士站步行十分鐘便可到達，前往新界東、油尖旺及深水埗亦非常方便。1998年又一城落成以後，購物、觀看電影和飲食更為方便，而前往旺角的購物中心需要十五分鐘車程。附近的九龍塘則是有名幼稚園、小學、中學和特殊學校的匯聚處，適合有在學傷健子女的家庭。
又一村普遍的樓宇層數多數不高，可看到九龍獅子山及遠眺香港島的太平山，部分高層住宅則可看到維多利亞港煙花景色。

## 會所
又一居設有兩個住客會所（一期會所及二、三期會所）
又一居一期會所設施包括已結業的會所餐廳、健身室、兩個室外網球場、室外游泳池（每年四月一日至十月三十一日開放）、壁球室（可用作乒乓球及舞蹈室）、宴會廳、桑拿浴室、蒸氣室、閱讀區、室內及室外兒童遊樂場等。
又一居二期、三期會所設施包括已結業的會所餐廳、室外網球場、室內游泳池、健身室、乒乓球室、桌球室、多用途室、宴會廳、桑拿浴室、蒸氣浴室、閱讀室、圖書館、鋼琴室、電影室、兩張足球遊戲枱、室內及室外兒童遊樂場等。
所有住戶只能使用屬於自己居住期數的會所（例如二期、三期住戶只能使用二期、三期會所，不能使用一期會所）。

## 鄰近
- 又一城
- 南山邨
- 又一村花園
- 香港城市大學
- 花墟公園
- 桃源街遊樂場
- 香港生產力促進局
- 創新中心
- 九龍塘學校（小學及中學部）
- 又一樓惠康超市
- 又一村花園俱樂部
- 瑪利諾神父教會學校

## 名人住戶
- 李梓敬（新界東北立法會議員）
- 李欣翰（台灣男子網球運動員）
- 余迪偉（香港商業電台唱片騎師）

## 外部連結
- 1995年又一居廣告

22°20′02″N 114°10′26″E / 22.3339°N 114.1740°E
1. ↑  華僑日報. . 1986-01-28  [2022-03-26]. （原始内容存档于2022-03-27）.